# زنبوویتسه (استان اوپوله)
زنبوویتسه (به لهستانی:  Zębowice) یک روستا در لهستان است که در گمینا زنبوویتسه واقع شده‌است. زنبوویتسه ۱٬۵۰۰ نفر جمعیت دارد.